# Communauté de communes de la Sologne des Étangs
Die Communauté de communes de la Sologne des Étangs ist ein französischer Gemeindeverband mit der Rechtsform einer Communauté de communes im Département Loir-et-Cher in der Region Centre-Val de Loire. Sie wurde am 15. Dezember 2000 gegründet und umfasst zwölf Gemeinden (Stand: 1. Januar 2019). Der Verwaltungssitz befindet sich in der Gemeinde Neung-sur-Beuvron.

## Historische Entwicklung
Mit Wirkung zum 1. Januar 2019 trat die Gemeinde Marcilly-en-Gault aus der Communauté de communes de la Sologne des Rivières aus und diesem Gemeindeverband bei.

## Mitgliedsgemeinden
| Gemeinde                                        | Einwohner 1. Januar 2022 | Fläche km² | Dichte Einw./km² | Code INSEE | Postleitzahl |
| ----------------------------------------------- | ------------------------ | ---------- | ---------------- | ---------- | ------------ |
| Dhuizon                                         | 1.200                    | 43,34      | 28               | 41074      | 41220        |
| La Ferté-Beauharnais                            | 582                      | 2,42       | 240              | 41083      | 41210        |
| La Marolle-en-Sologne                           | 365                      | 25,24      | 14               | 41127      | 41210        |
| Marcilly-en-Gault                               | 742                      | 50,31      | 15               | 41125      | 41210        |
| Millançay                                       | 722                      | 57,94      | 12               | 41140      | 41200        |
| Montrieux-en-Sologne                            | 636                      | 34,11      | 19               | 41152      | 41210        |
| Neung-sur-Beuvron                               | 1.263                    | 63,00      | 20               | 41159      | 41210        |
| Saint-Viâtre                                    | 1.185                    | 89,79      | 13               | 41231      | 41210        |
| Veilleins                                       | 148                      | 43,26      | 3                | 41268      | 41230        |
| Vernou-en-Sologne                               | 557                      | 51,31      | 11               | 41271      | 41230        |
| Villeny                                         | 494                      | 33,98      | 15               | 41285      | 41220        |
| Yvoy-le-Marron                                  | 757                      | 48,92      | 15               | 41297      | 41600        |
| Communauté de communes de la Sologne des Étangs | 8.651                    | 543,62     | 16               | –          | –            |